# Governo Borne
Il governo Borne è stato il quarantatreesimo governo della Quinta Repubblica francese, in carica dal 16 maggio 2022 al 9 gennaio 2024. Il governo si era insediato sotto la presidenza di Emmanuel Macron, in seguito alle dimissioni di Jean Castex da Primo ministro; Borne si è dimessa l'8 gennaio.
Si è trattato della seconda volta nella storia politica francese che il governo era guidato da una donna. È stato il governo più duraturo guidato da una donna in Francia.

## Composizione iniziale
LaREM
     TdP
     DVC
     DVG
     MoDem
     DVD
     Horizons
     Agir
     Indipendenti

### Ministri
| Funzione                                             | Titolare                                                      | Titolare | Titolare                                  | Partito      |
| ---------------------------------------------------- | ------------------------------------------------------------- | -------- | ----------------------------------------- | ------------ |
| Prima ministra                                       |                                                               |          | Élisabeth Borne                           | LaREM        |
| Ministri                                             |                                                               |          |                                           |              |
| Economia, Finanze e Sovranità industriale e digitale |                                                               |          | Bruno Le Maire                            | LaREM        |
| Interno                                              |                                                               |          | Gérald Darmanin                           | LaREM        |
| Europa ed Affari esteri                              |                                                               |          | Catherine Colonna                         | DVD          |
| Giustizia                                            |                                                               |          | Éric Dupond-Moretti                       | DVG          |
| Transizione ecologica e Coesione dei territori       |                                                               |          | Amélie de Montchalin                      | LaREM        |
| Educazione nazionale e Gioventù                      |                                                               |          | Pap Ndiaye                                | DVG          |
| Forze armate                                         |                                                               |          | Sébastien Lecornu                         | LaREM        |
| Salute e Prevenzione                                 |                                                               |          | Brigitte Bourguignon                      | LaREM        |
| Lavoro, Occupazione ed Integrazione                  |                                                               |          | Olivier Dussopt                           | LaREM - TdP  |
| Solidarietà, autonomia e disabilità                  |                                                               |          | Damien Abad                               | DVD          |
| Insegnamento superiore e Ricerca                     |                                                               |          | Sylvie Retailleau                         | Indipendente |
| Agricoltura e Sovranità alimentare                   |                                                               |          | Marc Fesneau                              | MoDem        |
| Trasformazione e funzione pubblica                   |                                                               |          | Stanislas Guerini                         | LaREM        |
| Oltremare                                            |                                                               |          | Yaël Braun-Pivet (fino al 22 giugno 2022) | LaREM        |
| Oltremare                                            | Élisabeth Borne (ad interim) (dal 22 giugno al 4 luglio 2022) |          |                                           | LaREM        |
| Cultura                                              |                                                               |          | Rima Abdul-Malak                          | DVG          |
| Transizione energetica                               |                                                               |          | Agnès Pannier-Runacher                    | LaREM        |
| Sport e Giochi olimpici e paralimpici                |                                                               |          | Amélie Oudéa-Castéra                      | Indipendente |

### Ministri delegati
| Funzione                                                    | Ministri di tutela                                   | Titolare | Titolare             | Partito      |
| ----------------------------------------------------------- | ---------------------------------------------------- | -------- | -------------------- | ------------ |
| Rapporti con il Parlamento e Vita democratica               | Primo ministro                                       |          | Olivier Véran        | LaREM        |
| Uguaglianza tra donne e uomini Diversità e Pari opportunità | Primo ministro                                       |          | Isabelle Lonvis-Rome | Indipendente |
| Conti pubblici                                              | Economia, Finanze e Sovranità industriale e numerica |          | Gabriel Attal        | LaREM        |
| Collettività territoriali                                   | Interno                                              |          | Christophe Béchu     | Horizons     |
| Collettività territoriali                                   | Transizione ecologica e Coesione dei territori       |          | Christophe Béchu     | Horizons     |
| Commercio estero e Attrattività                             | Europa ed Affari esteri                              |          | Franck Riester       | Agir         |
| Europa                                                      | Europa ed Affari esteri                              |          | Clément Beaune       | LaREM        |

### Segretari di Stato
| Funzione                                            | Ministri di tutela      | Titolare | Titolare                | Partito |
| --------------------------------------------------- | ----------------------- | -------- | ----------------------- | ------- |
| Portavoce del governo                               | Primo ministro          |          | Olivia Grégoire         | LaREM   |
| Mare                                                | Primo ministro          |          | Justine Benin           | DVC     |
| Infanzia                                            | Primo ministro          |          | Charlotte Caubel        | DVD     |
| Sviluppo, Francofonia e Partenariati internazionali | Europa ed Affari esteri |          | Chrysoula Zacharopoulou | LaREM   |

## Cambiamenti successivi nella composizione

### Rimpasto del 2022
A seguito delle elezioni legislative, il 4 luglio 2022 venne annunciata una modifica alla composizione del governo.
Il partito di Emmanuel Macron Renaissance (ex-La République en Marche!), all'interno della coalizione Ensemble, non ottenne la maggioranza assoluta dei seggi all'Assemblea Nazionale, ma solo la maggioranza relativa. Questo obbligò il Primo ministro Elisabeth Borne a rivedere la composizione del governo per essere più in linea con il nuovo Parlamento. In particolare, il Presidente e il Primo ministro incontrarono i leader dei gruppi parlamentari per trovare una soluzione per un governo di coalizione.

#### Ministri
RE
     DVG
     MoDem
     DVD
     Horizons
     PR
     Indipendenti
| Funzione                                             | Titolare | Titolare | Titolare               | Partito      |
| ---------------------------------------------------- | -------- | -------- | ---------------------- | ------------ |
| Prima ministra                                       |          |          | Élisabeth Borne        | RE           |
| Ministri                                             |          |          |                        |              |
| Economia, Finanze e Sovranità industriale e digitale |          |          | Bruno Le Maire         | RE           |
| Interno e Oltremare                                  |          |          | Gérald Darmanin        | RE           |
| Europa e Affari esteri                               |          |          | Catherine Colonna      | DVD          |
| Giustizia e Guardasigilli                            |          |          | Éric Dupond-Moretti    | DVG          |
| Transizione ecologica e Coesione dei territori       |          |          | Christophe Béchu       | Horizons     |
| Educazione nazionale e Gioventù                      |          |          | Pap Ndiaye             | DVG          |
| Forze armate                                         |          |          | Sébastien Lecornu      | RE           |
| Salute e Prevenzione                                 |          |          | François Braun         | Indipendente |
| Lavoro, Occupazione ed Integrazione                  |          |          | Olivier Dussopt        | RE           |
| Solidarietà, Autonomia e Disabilità                  |          |          | Jean-Christophe Combe  | Indipendente |
| Insegnamento superiore e Ricerca                     |          |          | Sylvie Retailleau      | Indipendente |
| Agricoltura e Sovranità alimentare                   |          |          | Marc Fesneau           | MoDem        |
| Trasformazione e Funzione pubblica                   |          |          | Stanislas Guerini      | RE           |
| Cultura                                              |          |          | Rima Abdul Malak       | DVG          |
| Transizione energetica                               |          |          | Agnès Pannier-Runacher | RE           |
| Sport e Giochi olimpici e paralimpici                |          |          | Amélie Oudéa-Castéra   | RE           |

#### Ministri delegati
| Funzione                                                    | Ministri di tutela                                   | Titolare               | Titolare | Partito  |
| ----------------------------------------------------------- | ---------------------------------------------------- | ---------------------- | -------- | -------- |
| Rinnovamento democratico Portavoce del Governo              | Prima ministra                                       | Olivier Véran          |          | RE       |
| Rapporti con il Parlamento e Vita democratica               | Prima ministra                                       | Franck Riester         |          | RE       |
| Uguaglianza tra donne e uomini Diversità e Pari opportunità | Prima ministra                                       | Isabelle Lonvis-Rome   |          | DVG      |
| Conti pubblici                                              | Economia, Finanze e Sovranità industriale e digitale | Gabriel Attal          |          | RE       |
| Industria                                                   | Economia, Finanze e Sovranità industriale e digitale | Roland Lescure         |          | RE       |
| Transizione digitale e Telecomunicazioni                    | Economia, Finanze e Sovranità industriale e digitale | Jean-Noël Barrot       |          | MoDem    |
| Piccole e medie imprese, Commercio, Artigianato e Turismo   | Economia, Finanze e Sovranità industriale e digitale | Olivia Grégoire        |          | RE       |
| Collettività territoriali                                   | Interno ed Oltremare                                 | Caroline Cayeux        |          | DVD      |
| Collettività territoriali                                   | Transizione ecologica e Coesione dei territori       | Caroline Cayeux        |          | DVD      |
| Oltremare                                                   | Interno ed Oltremare                                 | Jean-François Carenco  |          | RE       |
| Commercio estero ed Attrattività                            | Europa ed Affari esteri                              | Olivier Becht          |          | RE       |
| Istruzione ed Addestramento professionale                   | Lavoro, Occupazione ed Integrazione                  | Carole Grandjean       |          | RE       |
| Istruzione ed Addestramento professionale                   | Educazione nazionale e Gioventù                      | Carole Grandjean       |          | RE       |
| Trasporti                                                   | Transizione ecologica e Coesione dei territori       | Clément Beaune         |          | RE       |
| Città ed Abitazioni                                         | Transizione ecologica e Coesione dei territori       | Olivier Klein          |          | FR       |
| Organizzazione territoriale e Professioni sanitarie         | Salute e Prevenzione                                 | Agnès Firmin-Le Bodo   |          | Horizons |
| Persone con disabilità                                      | Solidarietà, Autonomia e Disabilità                  | Geneviève Darrieussecq |          | MoDem    |

#### Segretari di Stato
| Funzione                                        | Ministri di tutela                             | Titolare                | Titolare | Partito      |
| ----------------------------------------------- | ---------------------------------------------- | ----------------------- | -------- | ------------ |
| Sociale, Economia solidale e Vita associativa   | Prima ministra                                 | Marlène Schiappa        |          | RE           |
| Mare                                            | Prima ministra                                 | Hervé Berville          |          | RE           |
| Infanzia                                        | Prima ministra                                 | Charlotte Caubel        |          | Indipendente |
| Cittadinanza                                    | Interno ed Oltremare                           | Sonia Backès            |          | DVD          |
| Affari europei                                  | Europa ed Affari esteri                        | Laurence Boone          |          | DVG          |
| Sviluppo, Francofonia e Rapporti internazionali | Europa ed Affari esteri                        | Chrysoula Zacharopoulou |          | RE           |
| Gioventì e Servizio nazionale universale        | Difesa Educazione nazionale e Gioventù         | Sarah El Haïry          |          | MoDem        |
| Veterani e Rimembranza                          | Difesa                                         | Patricia Mirallès       |          | RE           |
| Ecologia                                        | Transizione ecologica e Coesione dei territori | Bérangère Couillard     |          | RE           |
| Affari rurali                                   | Transizione ecologica e Coesione dei territori | Dominique Faure         |          | PR           |

### Rimpasto del 2023
In seguito all’approvazione dell’assai contestata Riforma delle pensioni da parte del Governo con l’applicazione dell’altrettanto contestato Art. 49, comma 3 della Costituzione, nonché dello scoppio di una serie di disordini dovuti al comportamento ed alla condotta della polizia, vista la crescente e consolidata impopolarità del governo, l’esecutivo ha subìto un rimpasto.

#### Ministri
RE
     DVG
     MoDem
     DVD
     Horizons
     PR
     Indipendenti
| Funzione                                             | Titolare | Titolare | Titolare                                                 | Partito      |
| ---------------------------------------------------- | -------- | -------- | -------------------------------------------------------- | ------------ |
| Prima ministra                                       |          |          | Élisabeth Borne                                          | RE           |
| Ministri                                             |          |          |                                                          |              |
| Economia, Finanze e Sovranità industriale e digitale |          |          | Bruno Le Maire                                           | RE           |
| Interno e Oltremare                                  |          |          | Gérald Darmanin                                          | RE           |
| Europa e Affari esteri                               |          |          | Catherine Colonna                                        | DVD          |
| Giustizia e Guardasigilli                            |          |          | Éric Dupond-Moretti                                      | DVG          |
| Transizione ecologica e Coesione dei territori       |          |          | Christophe Béchu                                         | Horizons     |
| Educazione nazionale e Gioventù                      |          |          | Gabriel Attal                                            | RE           |
| Forze armate                                         |          |          | Sébastien Lecornu                                        | RE           |
| Salute e Prevenzione                                 |          |          | Aurélien Rousseau (fino al 20 dicembre 2023)             | Indipendente |
| Salute e Prevenzione                                 |          |          | Agnès Firmin-Le Bodo (ad interim) (dal 20 dicembre 2023) | Horizons     |
| Lavoro, Occupazione ed Integrazione                  |          |          | Olivier Dussopt                                          | RE           |
| Solidarietà, Autonomia e Disabilità                  |          |          | Aurore Bergé                                             | RE           |
| Insegnamento superiore e Ricerca                     |          |          | Sylvie Retailleau                                        | Indipendente |
| Agricoltura e Sovranità alimentare                   |          |          | Marc Fesneau                                             | MoDem        |
| Trasformazione e Funzione pubblica                   |          |          | Stanislas Guerini                                        | RE           |
| Cultura                                              |          |          | Rima Abdul Malak                                         | DVG          |
| Transizione energetica                               |          |          | Agnès Pannier-Runacher                                   | RE           |
| Sport e Giochi olimpici e paralimpici                |          |          | Amélie Oudéa-Castéra                                     | RE           |

#### Ministri delegati
| Funzione                                                    | Ministri di tutela                                                  | Titolare                 | Titolare | Partito  |
| ----------------------------------------------------------- | ------------------------------------------------------------------- | ------------------------ | -------- | -------- |
| Rinnovamento democratico Portavoce del Governo              | Prima ministra                                                      | Olivier Véran            |          | RE       |
| Rapporti con il Parlamento e Vita democratica               | Prima ministra                                                      | Franck Riester           |          | RE       |
| Uguaglianza tra donne e uomini Diversità e Pari opportunità | Prima ministra                                                      | Bérangère Couillard      |          | RE       |
| Conti pubblici                                              | Economia, Finanze e Sovranità industriale e digitale                | Thomas Cazenave          |          | RE       |
| Industria                                                   | Economia, Finanze e Sovranità industriale e digitale                | Roland Lescure           |          | RE       |
| Transizione digitale e Telecomunicazioni                    | Economia, Finanze e Sovranità industriale e digitale                | Jean-Noël Barrot         |          | MoDem    |
| Piccole e medie imprese, Commercio, Artigianato e Turismo   | Economia, Finanze e Sovranità industriale e digitale                | Olivia Grégoire          |          | RE       |
| Collettività territoriali                                   | Interno ed Oltremare Transizione ecologica e Coesione dei territori | Caroline Cayeux          |          | DVD      |
| Oltremare                                                   | Interno ed Oltremare                                                | Philippe Vigier          |          | MoDem    |
| Commercio estero ed Attrattività                            | Europa e Affari esteri                                              | Olivier Becht            |          | RE       |
| Istruzione ed Addestramento professionale                   | Lavoro, Occupazione ed Integrazione Educazione nazionale e Gioventù | Carole Grandjean         |          | RE       |
| Trasporti                                                   | Transizione ecologica e Coesione dei territori                      | Clément Beaune           |          | RE       |
| Città                                                       | Transizione ecologica e Coesione dei territori                      | Sabrina Agresti-Roubache |          | RE       |
| Alloggi                                                     | Transizione ecologica e Coesione dei territori                      | Patrice Vergriete        |          | DVG      |
| Organizzazione territoriale e Professioni sanitarie         | Salute e Prevenzione                                                | Agnès Firmin-Le Bodo     |          | Horizons |
| Persone con disabilità                                      | Solidarietà, Autonomia e Disabilità                                 | Fadila Khattabi          |          | RE       |

#### Segretari di Stato
| Funzione                                        | Ministri di tutela                             | Titolare                                       | Titolare | Partito      |
| ----------------------------------------------- | ---------------------------------------------- | ---------------------------------------------- | -------- | ------------ |
| Sociale, Economia solidale e Vita associativa   | Prima ministra                                 | Marlène Schiappa                               |          | RE           |
| Mare                                            | Prima ministra                                 | Hervé Berville                                 |          | RE           |
| Infanzia                                        | Prima ministra                                 | Charlotte Caubel                               |          | Indipendente |
| Cittadinanza (soppresso)                        | Interno ed Oltremare                           | Sonia Backès (fino al 10 ottobre 2023)         |          | DVD          |
| Cittadinanza e Città (istituito)                | Interno ed Oltremare                           | Sabrina Agresti-Roubache (dal 10 ottobre 2023) |          | RE           |
| Affari europei                                  | Europa e Affari esteri                         | Laurence Boone                                 |          | DVG          |
| Sviluppo, Francofonia e Rapporti internazionali | Europa e Affari esteri                         | Chrysoula Zacharopoulou                        |          | RE           |
| Gioventù e Servizio nazionale universale        | Difesa                                         | Prisca Thevenot                                |          | RE           |
| Gioventù e Servizio nazionale universale        | Educazione nazionale e Gioventù                | Prisca Thevenot                                |          | RE           |
| Veterani e Rimembranza                          | Difesa                                         | Patricia Mirallès                              |          | RE           |
| Ecologia                                        | Transizione ecologica e Coesione dei territori | Sarah El Haïry                                 |          | MoDem        |
| Affari rurali                                   | Transizione ecologica e Coesione dei territori | Dominique Faure                                |          | PR           |

## Sostegno parlamentare

### Prima delle elezioni legislative del 2022
| Camera              | Collocazione | Partiti | Seggi     |
| ------------------- | ------------ | --- | --------- |
| Assemblea Nazionale | Maggioranza  | LREM (308), MODEM (42) | 350 / 577 |
| Assemblea Nazionale | Opposizione  | Destra parlamentare: LR (112), UDI (18), DVD (6) Sinistra parlamentare: SOC (30), DVG (12), PRG (3) Altri: LFI (17), PCF (10), RN (8), Regionalisti (5), Altri (6) | 227 / 577 |

### Dopo le elezioni legislative del 2022
I risultati indicati fanno riferimento all'ultimo voto di sfiducia nel Governo, tenutosi il 20 marzo 2023.
| Camera              | Collocazione     | Partiti                                                                                               | Seggi     |
| ------------------- | ---------------- | --- | --------- |
| Assemblea Nazionale | Governo          | ENS (250): REN (172), DEM (48), HOR (30)                                                              | 250 / 577 |
| Assemblea Nazionale | Appoggio esterno | LR (42), LIOT (2), N-I (1)                                                                            | 45 / 577  |
| Assemblea Nazionale | Opposizione      | NUPES (150): LFI (74), SOC (31), ECO (23), GDR (22) Altri (128): RN (88), LR (19), LIOT (18), N-I (4) | 278 / 577 |

## Tentativi di sfiducia

### Mozioni varie
- L'11 luglio 2022, è stata messa ai voti una mozione di sfiducia nel governo presentata da NUPES. A causa dell'astensione di tutte le altre forze politiche, la mozione ha raccolto solamente 146 voti (meno dei 289 necessari per raggiungere la maggioranza assoluta) ed è stata dunque respinta.[4]

- Il 24 ottobre sono state messe ai voti tre mozioni di sfiducia nei confronti del governo (di cui due presentate da NUPES, e una presentata da Rassemblement National). Nessuna di esse è riuscita a raccogliere i 289 voti necessari per l'approvazione a causa dell'astensione dei Repubblicani.[5]

### Riforma delle pensioni
Il 17 marzo 2023, il Governo ha fatto ricorso all'Art. 49, comma 3 della Costituzione per facilitare il passaggio di una proposta legislativa che avrebbe innalzato, tra le varie norme previste, l'età pensionabile da 62 a 64 anni. L'articolo prevede che se il Governo annuncia di voler "impegnare la propria responsabilità" su un disegno di legge, quest'ultimo si intende approvato a meno che non sia presentata entro 24 ore una mozione di sfiducia, nel qual caso il disegno di legge si intende approvato solo dopo che tale mozione è respinta. Le opposizioni hanno quindi presentato due mozioni in tal senso (una "transpartitica" e sostenuta da tutti i gruppi d'opposizione, mentre l'altra di iniziativa del solo Rassemblement National), ma nessuna delle due è riuscita a raggiungere la maggioranza assoluta durante il voto svoltosi il 20 marzo. La mozione "transpartitica" è stata respinta con solamente nove voti di scarto, ed ha raccolto il voto favorevole di 19 deputati Repubblicani.

### Esplicative
1. 1 2  Fino al 17 settembre 2022, quando il partito si è fuso con LREM per REN.
2. ↑  Fino alla XV legislatura.
3. ↑  La data si riferisce alla nomina del primo ministro Borne e dei componenti del governo; l'entrata in carica è avvenuta soltanto il 20 maggio
4. ↑  La data indica l'entrata in carica del nuovo governo; fino a tale data i poteri sono nelle mani dei ministri dimissionari.
5. 1 2  Viene riportata la situazione parlamentare solo di questa camera (e non anche del Senato) poiché solo quest'ultima ha il potere di controllare il rapporto di fiducia con l'esecutivo
6. ↑  Si fa riferimento al voto sulla mozione di sfiducia "transpartitica" di NUPES e LIOT poiché essa era sostenuta da tutta l'opposizione parlamentare, mentre quella di Reassamblement National non è stata accolta dalle opposizioni di sinistra
7. ↑  Solo saltuariamente e per fini politici molto spesso concordati
8. ↑  Comprende anche G.s e Gé

### Bibliografiche
1. ↑   Si è dimessa la prima ministra francese, Élisabeth Borne, su Il Post, 8 gennaio 2024.
2. ↑   Francia, all’Eliseo Elisabeth Borne: chi è il primo capo di governo donna dopo 30 anni, su lastampa.it.
3. ↑  Dimessasi per candidarsi alla presidenza dell'Assemblea Nazionale, venendo sostituita ad interim da Borne.
4. ↑  Macron’s government survives no-confidence vote in parliament
5. ↑  French government survives no-confidence votes
6. ↑   Il governo francese ha superato le due mozioni di sfiducia per la riforma delle pensioni, Il Post, 20 marzo 2023.